# Torre d'Ercole
La torre d'Ercole (o Torre dei Palazzi) è un edificio storico di Brescia, situato a poca distanza dalla piazza del Foro.

## Storia
Costruita nel XII secolo dalla nobile famiglia Palazzi all'incrocio tra il decumano massimo e il cardo su antiche rovine romane, venne fatta mozzare da Ezzelino da Romano nel 1258, dopo aver conquistato la città.